# (37621) 1993 QT4
1993 QT4 (asteroide 37621) é um asteroide da cintura principal. Possui uma excentricidade de 0.16660250 e uma inclinação de 7.46236º.
Este asteroide foi descoberto no dia 18 de agosto de 1993 por Eric Walter Elst em Caussols.